# Câmpina
Pour les articles homonymes, voir Campina.
Câmpina est une ville roumaine du județ de Prahova, dans la région historique de Valachie et dans la région de développement du Sud.

## Géographie
Câmpina se trouve en Munténie (ou Grande Valachie), dans le nord-ouest du județ, dans la vallée de la Prahova, à son confluent avec la Doftana, dans le piémont des Carpates Courbes (Carpații Curburii), à 29 km au nord-ouest de Ploiești, le chef-lieu du județ et à 80 km au sud de Brașov.

## Histoire
La première mention écrite de la ville date de 1503.
Dès 1603, elle obtient le droit à avoir un marché. Sa vocation de ville de négoce sur la route qui relie la Transylvanie à la Valachie s'affirme.
Dès la seconde moitié du XIXe siècle, la ville connaît un essor économique avec l'exploitation du pétrole. En 1864, elle obtient le statut de ville. L'achèvement de la ligne de chemin de fer vers Ploiești en 1879 la conforte dans son importance économique.
Câmpina obtient le statut de municipalité en 1894.
En 1895, on y construit à l'aide d'une importante contribution technique étasunienne la plus grande raffinerie de pétrole d'Europe, la Steaua Română.
En 1897, une petite centrale hydro-électrique est construite sur la Prahova. L'eau courante est installée en 1902 et c'est au tour de l'éclairage public en 1908.
Aujourd'hui encore, une petite quantité de pétrole est extraite de son sol.

## Politique
| Parti | Parti                                      | Sièges |
| ----- | ------------------------------------------ | ------ |
|       | Parti national libéral (PNL)               | 8      |
|       | Parti social-démocrate (PSD)               | 7      |
|       | Parti Mouvement populaire (PMP)            | 2      |
|       | Alliance des libéraux et démocrates (ALDE) | 1      |

## Démographie

### Religions
Selon le recensement de 2011, la composition religieuse de la commune est la suivante :
- Orthodoxes : 91,41 %
- Catholiques : 1,02 %
- Adventistes du septième jour : 1,26 %
- Inconnues : 4,53 %
- Autres : 1,75 %

### Ethnies
Selon le recensement de 2011, la commune compte 93,3 % de Roumains, 1,94 % de Roms, 4,45 % dont l'ethnie n'est pas connue et 0,29 % de personnes appartenant à une autre ethnie.
| 1897  | 1912  | 1950   | 1977   | 1992   | 2002   | 2011   |
| ----- | ----- | ------ | ------ | ------ | ------ | ------ |
| 3 774 | 8 500 | 22 800 | 32 503 | 41 554 | 38 789 | 32 935 |

## Éducation

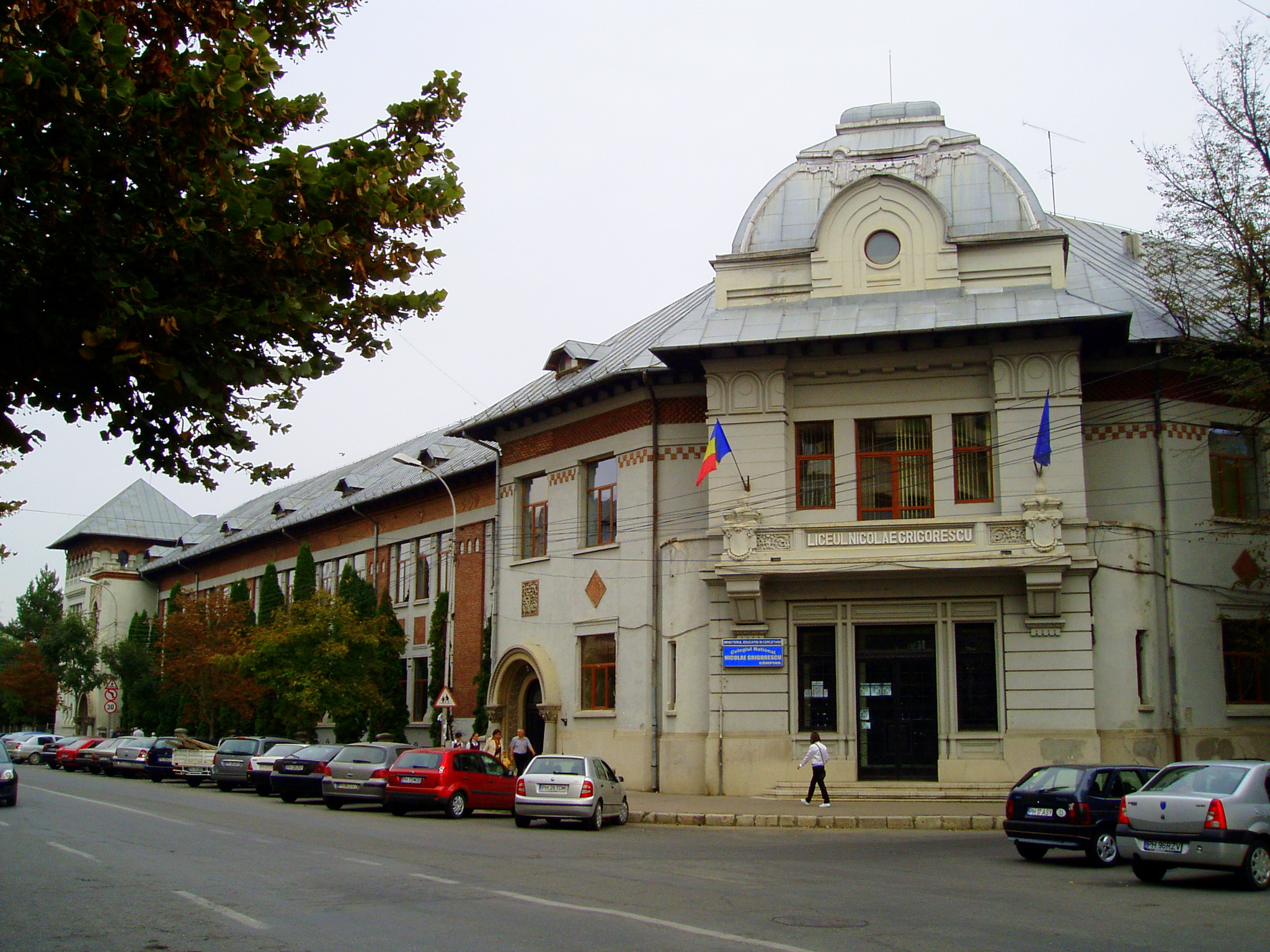
Le lycée Grigorescu, œuvre de l'architecte Toma T. Socolescu

Câmpina possède cinq lycées, un lycée général, le Collège national Nicolae Grigorescu (datant de 1919) et quatre lycées techniques (dans les domaines de l'énergie, du pétrole, de la construction).
L'École nationale de police Vasile-Lăscar est implantée à Câmpina.

## Économie
L'économie repose encore sur le pétrole et les industries qui en dérivent. La ville est aussi un centre de commerces et de services pour la région.

## Communications

### Routes
Câmpina est située sur la route nationale DN1 (Route européenne 60) Bucarest-Ploiești-Brașov.
La route régionale DJ100 se dirige vers Băicoi, la DJ214 vers Slănic et la DJ1021 vers la vallée de la Doftana et les montagnes.

### Voies ferrées
Câmpina est desservie par la ligne 300 des Chemins de Fer roumains (Căila Ferate Române) Bucarest-Ploiești-Brașov.

## Lieux et monuments

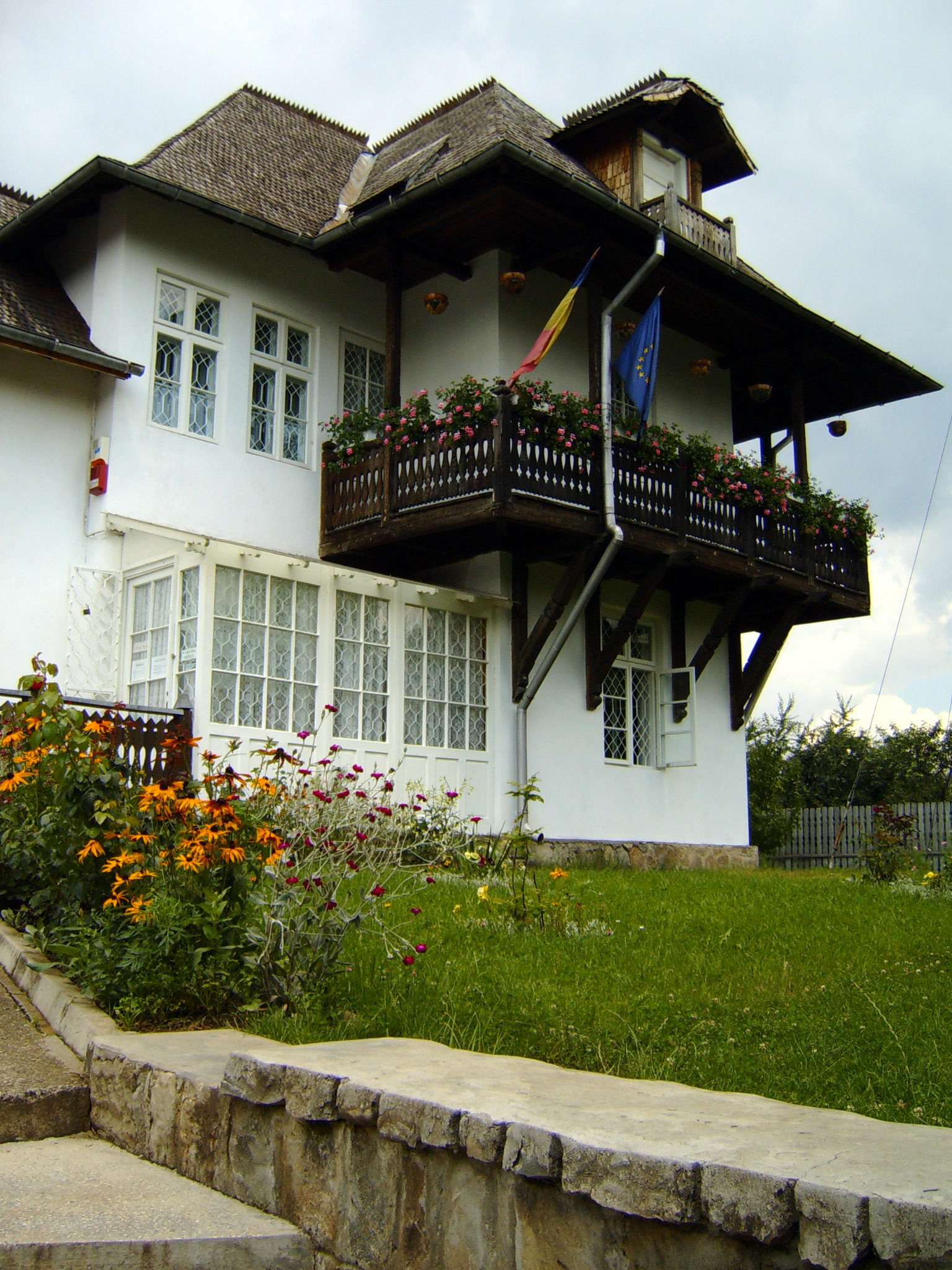
Le Musée Grigorescu

- la Chapelle Hernea de style baroque ;
- le Musée Nicolae Grigorescu ;
- le château Iulia Hasdeu (1893-1896) ;
- l'église de l'Ascension de la Vierge de 1883.

## Personnalités
- Nicolae Grigorescu, (1838-1907), grand peintre roumain qui vécut à Câmpina de 1890 à sa mort.
- Eugen Jebeleanu (en), (1911-1991), poète moderniste.
- Bogdan Petriceicu Hasdeu, (1836-1907), écrivain, philologue et historien.

## Sports
- FCM Dinamo Poiana Câmpina